# Crustulina erythropus
Crustulina erythropus är en spindelart som först beskrevs av Lucas 1846.  Crustulina erythropus ingår i släktet Crustulina och familjen klotspindlar. Inga underarter finns listade i Catalogue of Life.